# 小林卓也
小林 卓也（こばやし たくや、1981年7月19日 - ）は、日本の元プロサッカー選手。J2・ザスパ草津に所属していたMF。群馬県出身。

## 来歴
前橋育英高等学校時代は全国高校選手権出場。駒澤大学に進学し中心選手として活躍。その後､青梅フットボールクラブに入団し虎視眈々とプロへの道をうかがった。念願かなって2005年に地元・群馬のザスパ草津に入団。身長171cm・体重63kgと体格では他の選手に劣るが、ハートを前面に押し出した強気なプレーが持ち味。右からのミドルは強烈。草津温泉・ベルツ温泉センターに勤務しながらのプロ生活となった。2005年はサテライトリーグ5試合に出場し初得点もマークした。